# Gezerdar
Gezerdar (persiska: گزردر) är en ort i Iran.   Den ligger i provinsen Markazi, i den nordvästra delen av landet, 260 km sydväst om huvudstaden Teheran. Gezerdar ligger 2 001 meter över havet och antalet invånare är 303.
Terrängen runt Gezerdar är kuperad. Runt Gezerdar är det ganska tätbefolkat, med 56 invånare per kvadratkilometer. Närmaste större samhälle är Khondāb, 16,9 km norr om Gezerdar. Trakten runt Gezerdar består i huvudsak av gräsmarker.